# Joachim Andersen (musique)
Pour les articles homonymes, voir Joachim Andersen et Andersen.
Scènes principales
Orchestre royal du Danemark 
Orchestre Benjamin Bilse 
Orchestre Philharmonique de Berlin (cofondateur)
Carl Joachim Andersen est un flûtiste, chef d'orchestre et compositeur danois né le 29 avril 1847 à Copenhague et mort le 7 mai 1909 à Bagsværd. Il fut cofondateur de l'Orchestre philharmonique de Berlin.

## Biographie
Né à Copenhague le 29 avril 1847, Carl Joachim Andersen apprend la flûte, en même temps que son jeune frère Viggo, auprès de son père, le flûtiste Christian Joachim Andersen. Encore enfant il joue avec succès au théâtre du Casino accompagné par le jeune harpiste Frantz Pønitz. Dès l'âge de treize ans et jusqu'en 1868, il est première flûte dans l'orchestre de Niels Gade à Copenhague.
En 1869 il entre à l'Orchestre royal du Danemark mais il en démissionne après une année de congé en 1878. Rêvant de grands défis il part à l'étranger. Sa première halte est à Saint-Pétersbourg (1878-1880) où il intègre l'Orchestre philharmonique. Il se rend ensuite à Berlin où il est engagé comme flûte solo dans l'orchestre de Benjamin Bilse en même temps qu'à l'Opéra royal allemand.
En 1882 il fonde l'Orchestre Philharmonique de Berlin avec Ludwig von Brenner et cinquante-deux autres musiciens dissidents de l'orchestre de Bilse. Tout en continuant son métier de flûtiste, il commence à diriger. Il est notamment durant huit saisons le chef de l'un des deux concerts d'été quotidiens à Scheveningen.
Malade de la syphilis, en 1893 il est contraint de quitter son emploi à cause d'une paralysie de la langue et retourne à Copenhague où il travaille comme compositeur. Il compose notamment, parmi de nombreuses autres pièces, la musique des concerts pour les Jardins de Tivoli. Il fonde en 1897 une école d'orchestre qu'il dirige et où il est professeur de direction jusqu'à sa mort. En 1905 il est décoré par le roi Christian IX du Danemark de l'Ordre de Dannebrog. Il meurt le 7 mai 1909 à Bagsværd
À la fois comme virtuose et compositeur pour la flûte il est considéré comme l'un des meilleurs de son temps. Il fut un chef solide et son exigence lui permit d'atteindre avec ses orchestres un niveau élevé. Son style lui valut d'être surnommé « le Chopin de la flûte ».

## Distinctions
- Chevalier de l'ordre de Dannebrog

## Œuvre
Ses compositions sont presque exclusivement consacrées à la flûte. Les huit volumes de ses études sont considérées comme sa plus grande réussite et sont toujours utilisées par les élèves des classes de haut niveau professionnel.
Son œuvre complète est constituée de 67 numéros d'opus, principalement pour la flûte solo ou avec accompagnement au piano. La Marche en l'honneur de Christian X composée pour le couronnement du prince est sa pièce la plus populaire.

### Pièces sous numéro d'opus
- op.2 - Hungarian Fantasie (Ungarsk fantasi)
- op.3 - Concert piece (Koncertstykke)
- op.5 - Ballade and dance of the sylphs (Ballade et danse des Sylphes)
- op.6 - Salon Piece (Morceaux de Salon)
- op.7 - Impromptu
- op.8 - Moto perpetuo
- op.9 - At the river shore (Au Bord de la Mer)
- op.10 - Tarantella
- op.15 - Etudes for flute (Fløjteetuder)
- op.16 - Characteristic Fantasy (Fantaisie Caractéristique)
- op.19 - Album sheet (Album-Blatt)
- op.21 - Etudes for flute (Fløjteetuder)
- op.22 - The resignation and polonaise (La Résignation et Polonaise)
- op.24 - Six salon pieces in two suites (Six Morceaux de Salon, en deux Suites)
- op.26 - Variations Drolatiques
- op.27 - Elegy variations (Variations Élégiaques)
- op.28 - Two pieces (Deux Morceaux)
- op.30 - Etudes for flute (Fløjteetuder)
- op.33 - Etudes for flute (Fløjteetuder)
- op.35 - Wien Neerlands Bloed
- op.37 - Etudes for flute (Fløjteetuder)
- op.41 - Etudes for flute (Fløjteetuder)
- op.44 - L'Hirondelle
- op.45 - Opera transcriptions (Operatranskriptioner)
- op.46 - Reunion (Wiedersehen)
- op.47 - Solo performance for young flutists (Solovortrag für junge Flötenspieler)
- op.48 - Allegro Militaire
- op.49 - Devils Polka (Pirun Polska)
- op.50 - 6 Swedish polkas (6 Svenske polsker)
- op.51 - Four salon pieces (Quatre Morceaux de Salon)
- op.52 - Salon pieces, part 1 + 2 (Salonstücke Heft 1 + 2)
- op.53 - Canzone + Memory (Canzone + Erinnerung)
- op.54 - Deuxième Impromptu
- op.55 - Eight Performer Pieces (Acht Vortragsstücke)
- op.56 - Five easy pieces (Fünf leichtere Stücke)
- op.57 - Three pieces (Trois Morceaux)
- op.58 - Introduction et caprice sur des airs hongrois, for flute and orchestra or flute and piano
- op.59 - National Fantasies (Fantaisies Nationales)
- op.60 - Etudes for flute (Fløjteetuder)
- op.61 - Second concert piece (Deuxième Morceaux de Concert)
- op.62 - Ten pieces (Dix morceaux)
- op.63 - 24 Technical Etudes (24 Études Techniques)
- op.67 - Etudes for flute (Fløjteetuder)

### Pièces sans numéro d'opus
- Dances
- Marches
- Some mood pieces
- Christian X's Honour March (Christian d. 10.'s honnørmarch)
- Silver Myrtles (piano)
- Sølvmyrter Vals (piano)
- Slaraffia-Polka-Mazurka (piano)